# HD 42682
HD 42682，又名CD-40 2291，SAO 217753、HR 2203，是一颗恒星，视星等为5.58，位于銀經247.37，銀緯-24.63，其B1900.0坐标为赤經6h 6m 56.6s，赤緯-40° -24.63′ 6″。